# Palau Foscarini
El palau Foscarini és un edifici històric italià situat en el sestiere de Dorsoduro de Venècia, enfront de l'església de Santa Maria dei Carmini, pròxim a Ca' Zenobio degli Armeni.

## Història
La residència dels Foscarini es va edificar en el segle xvi  i va allotjar a aquesta branca de la família fins a la seva extinció, passant després als Foscarini de San Stae. L'edifici original renaixentista es va ampliar en el segle xviii  per iniciativa de Marco Foscarini, que va ser dux de la República de Venècia, que va disposar al jardí la construcció de l'edifici que albergaria la seva biblioteca. A principis del segle xix  bona part de l'espai del palau es va dedicar a habitatges i també a dependències de la Università Ca' Foscari, modificant-se l'estructura anterior. El palau també ha estat seu del consolat de Bèlgica.

## Descripció
El palau Foscarini és un conjunt d'edificis en forma de L, amb una de les façanes girada cap a l'església de Santa Maria dei Carmini, unida al Campo dei Carmini per mitjà del pont Foscarini (segle xvi). L'edifici principal és del segle xvi, al qual se li van anar afegint elements com el contigu antic convent de les carmelites, i uns altres, perpendiculars, que miren al «carrer dei Ragusei». La façana principal consta de tres parts, dos similars a la dreta i una lateral a l'esquerra. Les dues parts semblants de la dreta es caracteritzen per la presència de dos ordres de serlianes en les plantes nobles, enganxades a monóores rectangulars superades per finestretes quadrades, totes emmarcades amb elements petris. Les serlianes tenen balustre, el qual només sobresurt de la façana en el pis principal. Les columnes del principal són d'ordre jònic, les del segon pis són d'ordre dòric. Actualment les serlianes es poden veure encegades amb maó, perquè a la fi del segle xvii es van tancar per a reforçar el mur. Destaca també la cornisa entenellada.
L'interior de l'edifici es disposa en sis plantes, ja que hi ha un entresol per pis, conservant en el pis principal valuosos frescos en el sostre del segle XVII i restes d'estucs del segle xvii, si bé la major part ha desaparegut. La façana interior dóna a un ampli jardí on, en un temps, va estar l'entrada a la important «Biblioteca Foscarini», l'edifici de la qual existeix i es pot veure en la part nord del jardí. L'edifici, un petit exemple de l'arquitectura neoclàssica a Itàlia, va ser la biblioteca particular del dux Foscarini.